# Texara hada
Texara hada är en tvåvingeart som beskrevs av Yang 1999. Texara hada ingår i släktet Texara och familjen barkflugor. Inga underarter finns listade i Catalogue of Life.